# Antonello Venditti
Antonello Venditti (Róma, 1949. március 8. –) olasz énekes-dalszerző.
Az úgynevezett római iskola egyik legismertebb és legtermékenyebb művésze. 1972-ben kiadott lemezén szerelemi és társadalmi kérdésekkel foglalkozó dalok voltak. 30 millió elkelt lemezével, a legtöbb lemezt eladott olasz zenészek listáján szerepel.

## Életrajza
Római középosztálybeli családban született. Már gyerekkorában érdeklődött a zene iránt; zongorázni tanult. Kamaszkorában súlyproblémái voltak, amit Mio padre ha un buco in gola című dalában is leírt, és a családjáról szarkasztikusan énekelt.
1969-ben kötött lemezszerződést az It lemezkiadó céggel.
Zenei karrierje a híres római Folkstudio nevű zenei klubban indult el, ahol olyan neves cantautorékkal ismerkedett meg, mint Francesco De Gregori (akinek művészetére nagy hatással volt Bob Dylan) és Giorgo Lo Cascio. Első lemeze 1972-ben jelent meg Theorius Campus néven.
A Lilly című albumával vált ismertté, 1975-ben. Az 1970-es évek generációjának egyik képviselője. 1983-ban jelent meg Grazie Roma című dala, aminek klipjét a római Circus Maximuson forgatták, ez és a Roma Roma című dala lett később az AS Roma labdarúgócsapat himnusza.

## Lemezei

### Stúdiólemezek
- 1972 – Theorius Campus – Francesco De Gregori énekessel
- 1973 – L'orso bruno
- 1973 – Le cose della vita
- 1974 – Quando verrà Natale
- 1975 – Lilly
- 1976 – Ullalla
- 1978 – Sotto il segno dei pesci
- 1979 – Buona domenica
- 1982 – Sotto la pioggia
- 1984 – Cuore
- 1986 – Venditti e segreti
- 1988 – In questo mondo di ladri
- 1991 – Benvenuti in Paradiso
- 1995 – Prendilo tu questo frutto amaro
- 1999 – Goodbye Novecento
- 2003 – Che fantastica storia è la vita
- 2007 – Dalla pelle al cuore
- 2011 – Unica
- 2015 – Tortuga